# Moving
Moving (no Brasil tem dois nomes: Mudança do Barulho e A Mudança) é uma comédia americana de 1988 estrelada por Richard Pryor e dirigida por Alan Metter.

## Enredo
Resumindo:
Arlo Pear é um marido e pai, morando no subúrbio de classe média alta. Repentinamente perde seu emprego de 14 anos como engenheiro de transporte quando sua empresa em Nova Jersey se funde com outra. É quando recebe um convite para trabalhar em Boise, Idaho, depois de algum tempo desempregado.
A decisão atinge sua bela e popular filha Casey, que está no último ano do ensino médio e tem um novo namorado, por isso não quer mudar de cidade e faz de tudo para que a família não mude de estado, chegando a sabotar a venda da casa de seus pais. Também tem um vizinho enlouquecido (Randy Quaid) que quer se livrar dos Pear.
Depois que a casa é vendida e outra comprada, em Idaho, os responsáveis pela mudança são um bando de hooligans, despreocupados com a integridade dos móveis e da mudança em geral.
Os antigos donos da nova casa dos Pear, danificam o lugar, até retirando a piscina.
Arlo contrata um motorista (Dana Carvey) para levar seu precioso Saab de $ 24.000,00 para a nova casa, mas se arrepende, pois o motorista é um psicopata com oito personalidades distintas, acabando com o seu carro.
Arlo Pear, ao chegar na sua nova empresa, descobre que ela é envolvida em um escândalo numa obra do metrô e ele se torna o principal responsável pelos problemas, estando apenas 1 dia como funcionário.
Depois de todas estas dificuldades, Arlo Pear se transforma num Rambo para resolver todos os problemas.

## Elenco
- Richard Pryor como Arlo Pear
- Beverly Todd como Monica Pear
- Stacey Dash como Casey Pear
- Randy Quaid como Frank e Cornell Crawford
- Raphael Harris como Marshall Pear
- Ishmael Harris como Randy Pear
- Gordon Jump como Simon Eberhard
- Dave Thomas como Gary Marcus
- Dana Carvey como Brad Williams
- King Kong Bundy como Gorgo
- Ji-Tu Cumbuka como Edwards
- Robert LaSardo como Perry
- Morris Day como Rudy "Something"
- Rodney Dangerfield como Loan broker